# Том, Киана
Киана Том (англ. Kiana Tom; род. 14 марта 1965, Мауи) — американская телеведущая, актриса, фотомодель и фитнес-тренер.

## Биография
Киана Том родилась 14 марта 1965 года в округе Мауи, Гавайи, США.
С 1995 по 2001 год снималась в кино, в том числе в фильме «Универсальный солдат 2: Возвращение». В мае 2002 года Киана появилась на обложке журнала Playboy. Также снималась для журнала Shape и других.
Снялась во множестве телепередач про фитнес, таких как «BodyShaping» (1988), «X-treme Energy» (1994), «Kiana’s Flex Appeal» (1996) на канале ESPN, «Shark Tank» (2010).

## Личная жизнь
С марта 2002 года замужем за капитаном пожарной службы Деннисом Бриширсом, с которым воспитывает двух дочерей — Анилалани (2002 г.р.) и Асиалиа (2006 г.р.).
Свободное время посвящает семье и занятиям спортом, хорошо играет на пианино.

## Награды и номинации
- Удостоена награды Американской спортивной академии (United States Sports Academy Award).
- В 2002 году заняла 91 место в списке Askmen’s «Most Desirable Woman»[4].

## Фильмография
| Год  |   | Русское название                    | Оригинальное название         | Роль        |
| ---- | - | ----------------------------------- | ----------------------------- | ----------- |
| 1995 | ф | Татуировка                          | Cyber Bandits                 | Анастасия   |
| 1998 | с | Шоу Дрю Кэри                        | The Drew Carey Show           | Тиа         |
| 1999 | ф | Универсальный солдат 2: Возвращение | Universal Soldier: The Return | Мэгги       |
| 2001 | с | Семейное право                      | Family Law                    | Робин Ангер |